# Бутейки
Бутейки (укр. Бутейки) — село, входит в Великовербченский сельский совет Сарненского района Ровненской области Украины.
Население по переписи 2001 года составляло 715 человек. Почтовый индекс — 34531. Телефонный код — 3655. Код КОАТУУ — 5625480502.

## Местный совет
34531, Ровненская обл., Сарненский р-н, с. Великое Вербче, ул. Первомайская, 50.